# شهرستان جینگله
شهرستان جینگله (به لاتین: Jingle County) یک منطقهٔ مسکونی در چین است که در شینجو واقع شده‌است.